# 正則空間
在拓扑学和其数学上相關分支领域中，正则空间和 T3 空间是特定种类的拓扑空间。这两个条件都是分离公理的个例。

## 定义
假定 X 是拓扑空间。

表示为左侧的一个圆点的点 x，和表示为右侧的一个封闭圆圈的闭集 F，被表示为更大的开放圆圈的它们的邻域 U 和 V 分离。点 x 在开放圆圈 U 中有很多空间用来抖动，而闭集 F 在开放圆圈 V 中有很多空间用来抖动，但 U 和 V 仍不能相互触及。

X 是正则空间，当且仅当给定任何闭集 F 和不属于 F 的任何点 x，存在 x 的邻域 U 和 F 的邻域 V 它们是不相交的。用“空想家”的术语来说，这个条件声称 x 和 F 可以由邻域分离。
X 是 T3 空间，当且仅当它是正则空间和豪斯多夫空间二者。
注意某些数学文献对术语“正则”和“T3”使用了不同的定义。我们这里给出的定义只是今天最常用的；但是某些作者切换了这两个术语的意义，或把它们用做唯一一个条件的两个同义词。在维基百科中，我们直率的使用术语“正则”，而通常称呼正则豪斯多夫空间来替代不太明晰的“T3”。在其他文献中，你要注意作者使用了哪种定义。(短语“正则豪斯多夫”是无歧义的)。更多详情请参见分离公理的历史。

## 与其他分离公理的联系
正则空间必然也是预正则的。因为豪斯多夫空间同于预正则 T0 空间，也是 T0 的正则空间必定是豪斯多夫的(并因此是 T3)。事实上，正则豪斯多夫空间满足稍微强些的条件 T2½。(但是，这种空间不必须是完全豪斯多夫的。)因此，T3 的定义可以引用 T0、T1 或 T2½ 来替代 T2 (豪斯多夫性)；在正则空间的上下文它们都是等价的。
更理论性的说，正则性条件和 T3 性条件是靠柯爾莫果洛夫商关联起来的。一个空间是正则的，当且仅当它的柯爾莫果洛夫商是 T3 的；并且如上所述，一个空间是 T3 的，当且仅当它是正则的和 T0 的二者。因此在实践中可遇到的正则空间通常被假定是 T3 的，通过把它替代为它的柯爾莫果洛夫商。
有很多拓扑空间的结果都正则空间和豪斯多夫空间二者都成立。多数时候，这些结果也对预正则空间成立；它们对正则空间和豪斯多夫空间分别列出，因为预正则空间的想法提出的更晚。在另一方面，对正则性为真的那些结果一般不适用于非正则豪斯多夫空间。
有很多情况下其他拓扑空间条件(比如正规性、仿紧致性或局部紧致性)也蕴涵正则性，如果满足了更弱的分离公理比如预正则性。这种条件经常有两个版本: 正则版本和豪斯多夫版本。尽管豪斯多夫空间一般不是正则的，局部紧致的豪斯多夫空间是正则的，因为任何豪斯多夫空间都是预正则的。因此从特定角度看，正则性实际上不是要点，我们可以施加更弱的条件来获得同样的结果。但是，定义通常仍用正则性来措辞，因为这个条件比任何更弱条件都要周知。
在数学分析中研究的多数拓扑空间是正则的；事实上它们通常是完全正则空间，这是更强些的条件。正则空间还对比于正规空间。

## 例子和反例
如上所述，任何完全正则空间都是正则的，任何不是豪斯多夫(因此不是预正则)的 T0 空间不能是正则的。在数学中多数正则和非正则空间例子可以在这两个文章中找到。在另一方面，空间可以是正则而非完全正则的，或预正则而非正则的，它们通常作为反例来提供猜想，展示可能的定理的边界。当然，可以轻易的找到非 T0 因而非豪斯多夫的空间例子，比如不可分空间，但是，这种离子提供的是对T0 公理的洞察而非正则性。不是完全正则的正则空间的例子是吉洪诺夫螺旋。
因此，一般不研究正则空间，因为在数学中研究的有价值空间是正则的就满足某个更强的条件。实际上，研究它们来找到如下面的性质和定理，典型的在分析中实际应用于完全正则空间。
存在非正则的豪斯多夫空间。例子是集合 R 带有从形如 U - C 的集合生成的拓扑，这里的 U 是平常意义上的开集，而 C 是 U 的任何可数子集。

## 基本性质
假定 X 是正则空间。则给定任何点 x 和 x 的邻域 G，有一个是 G 的子集的 x 的闭邻域 E。用空想家的术语来说，x 的闭邻域形成了在 x 上的局部基。事实上这个性质刻画了正则空间；如果在拓扑空间中每个点的闭邻域形成在这个点上的局部基，则这个空间必定是正则的。
选取这些闭邻域的内部，我们看到正则开集形成了给正则空间 X 的开集的基。这个性质实际上比正则性要弱；正则开集形成基的拓扑空间是半正则空间。

## 扩张自连续性
假定 A 是拓扑空间 X 中集合而 f 是从 A 到某个空间 Y 的连续函数。那么只要在 A 中的网或滤子收敛于在 X 中的点(就是 x = limn an)，则 f(an) 收敛到 Y中点 y。通过设置 f(x) = y，我们可以接着扩张 f 的定义域为 A 的閉包，而我们也希望这个扩张是连续的。
如果 Y 是正则空间，则这总是可能的。如果 Y 是正则豪斯多夫空间，则这种连续扩张不只存在而且是唯一性的。注意，如果 A 是稠密集，则 f 将被扩张到全部 X。这叫做“扩张自连续性”，因为 f 的扩张是通过要求它是连续的而定义的(在豪斯多夫情况下还是唯一性的)。
参见不连续性的分类。